# Пенн (Пенсільванія)
Пенн (англ. Penn) — місто (англ. borough) в США, в окрузі Вестморленд штату Пенсільванія. Населення — 435 осіб (2020).

## Географія
Пенн розташований за координатами 40°19′45″ пн. ш. 79°38′32″ зх. д. / 40.32917° пн. ш. 79.64222° зх. д. (40.329191, -79.642120).  За даними Бюро перепису населення США в 2010 році місто мало площу 0,41 км², уся площа — суходіл.

## Демографія
Згідно з переписом 2010 року, у селищі мешкало 475 осіб у 187 домогосподарствах у складі 133 родин. Густота населення становила 1170 осіб/км².  Було 203 помешкання (500/км²).
Расовий склад населення:
| - 95,8 % — білих - 2,3 % — чорних або афроамериканців |

До двох чи більше рас належало 1,7 %. Частка іспаномовних становила 1,1 % від усіх жителів.
За віковим діапазоном населення розподілялося таким чином: 25,5 % — особи молодші 18 років, 62,3 % — особи у віці 18—64 років, 12,2 % — особи у віці 65 років та старші. Медіана віку мешканця становила 39,2 року. На 100 осіб жіночої статі у селищі припадало 90,8 чоловіків;  на 100 жінок у віці від 18 років та старших — 89,3 чоловіків також старших 18 років.
Середній дохід на одне домашнє господарство  становив 51 430 доларів США (медіана — 47 083), а середній дохід на одну сім'ю — 52 853 долари (медіана — 47 250). Медіана доходів становила 36 786 доларів для чоловіків та 30 694 долари для жінок. За межею бідності перебувало 16,9 % осіб, у тому числі 23,9 % дітей у віці до 18 років та 0,0 % осіб у віці 65 років та старших.
Цивільне працевлаштоване населення становило 293 особи. Основні галузі зайнятості: роздрібна торгівля — 27,6 %, освіта, охорона здоров'я та соціальна допомога — 24,6 %, мистецтво, розваги та відпочинок — 16,0 %.